# Jörg A. Schlumberger
Jörg A. Schlumberger (* 10. Oktober 1939 in Bösingen) ist ein deutscher Althistoriker.
Jörg A. Schlumberger promovierte 1972 an der Universität Tübingen mit der Arbeit Die Epitome de Caesaribus. Untersuchungen zur heidnischen Geschichtsschreibung des 4. Jahrhunderts n. Chr. 1980 erfolgte dort auch die Habilitation und die Ernennung zum Privatdozenten. 1984 wechselte er an die Universität Bayreuth, wo er bis zu seiner Versetzung in den Ruhestand 2005 als Professor für Alte Geschichte lehrte. Schlumberger ist seit 1986 Mitherausgeber der Bayreuther Historischen Kolloquien. Seine Arbeitsschwerpunkte sind die Geschichtsschreibung und die Sozialgeschichte der Spätantike.

## Schriften
- Die Epitome de Caesaribus. Untersuchungen zur heidnischen Geschichtsschreibung des 4. Jahrhunderts n. Chr., C. H.Beck, München 1974 (Vestigia, Band 18) ISBN 3-406-04788-2
- Herausgeber mit Peter Segl: Europa – aber was ist es? Aspekte seiner Identität in interdisziplinärer Sicht. Böhlau, Köln – Weimar – Wien 1994 (Bayreuther Historische Kolloquien, Band 8) ISBN 3-412-15293-5
- Herausgeber mit Werner H. Ritter: Das Böse in der Geschichte. Böhlau, Köln – Weimar – Wien 2003 (Bayreuther Historische Kolloquien, Band 16) ISBN 3-89754-209-9